# صحنه جرم (فیلم)
صحنه جرم (فرانسوی: Le Lieu du crime‎) فیلمی درام به کارگردانی آندره تشینه که در سال ۱۹۸۶ به نمایش درآمد. با بازی کاترین دنو، وادک ژان آندره استانسزاک، دانیل داریو.

## چکیده داستان
در يک روستای کوچک، در جنوب غربی، توماس، سیزده ساله، نوجوانی نسبتاً گوشه گیر است. او با مادرش لی لی که او را بیش از هر کس در دنیا دوست دارد و نیز پدربزرگ و مادربزرگش زندگی می کند. او خانه خانوادگیش را ترک کرده و  تنها هر از چند گاهی پدرش موریس را می بیند. رابطه آنها متشنج است. یک روز توماس با مارتین آشنا می شود، جوانی که ظاهراً بدنبالش هستند و از او می خواهد برایش پول بیاورد - در غیر این صورت زندگیش در خطر خواهد بود. 
و وقتی توماس با چند سکه در جیبش برمی گردد، به جای قرار ملاقاتی که با مارتین داشته، با او لوک روبرو می شود که بسیار خشن تر از مارتین است و می خواهد توماس را بکشد تا او حضور آنها در منطقه را فاش نکند. خوشبختانه مارتین دخالت می کند و این اوست که باید دوستش را بکشد تا جان توماس جوان را نجات دهد.
مارتین راه حل دیگری به غیر از پناه بردن به روستای توماس ندارد. او به کافه رقصی می رود که مادر توماس آن را اداره می کند. لی لی کمکش مي کند تا هتلی پيدا کند. لی لی براستی از ورود این جوان خوش تیپ به روستا که در آن هیچ اتفاقی نمی افتد، نگران و 
آشفته است. آلیس همدست لوک و مارتین به نزد مارتین می آید اما مارتین پس از فرار با او، او را ترک می کند تا به صحنه جرم بازگردد.
یک لحظه، لی لی تسلیم سرگشتگی می شود و موافقت می کند که با او آنجا را ترک کند. او حتی به طرز دردناکی با مادرش مشاجره می کند، و به او می گوید که بالاخره وقتش رسیده که زندگی خودش را بکند. اما سرنوشت جور دیگری رقم می خورد: آلیس، بازمی گردد، انتقام لوک را با کشتن مارتین در مقابل خانه لی لی که تازه معشوق او شده، می گیرد. سپس آلیس عمداً ماشینش را به دیوار می کوبد. 
رویای عشق لی لی که تازه شکل گرفته بود، ناگهان به تندی رنگ می بازد و از تپش باز می ماند. مارتین ممکن است نجات پیدا کند، اما آلیس با اصرار بر اعتراف به همدستی کاملش، بدست ژاندارمها دستگیر و مانند مارتین زندانی می شود

## بازیگران
- کاترین دنو در نقش لی لی
- وادک استانچاک در نقش مارتین
- نیکلاس Giraudi در نقش توماس
- دانیل داریو در نقش مادر بزرگ
- ویکتور لانو در نقش موریس
- ژان کلود آدلین در نقش لوک
- Jean Bousquet در نقش پدر بزرگ
- کلیر نبوت در نقش آلیس

## جوایز
این فیلم نامزد دریافت نخل طلا در جشنواره فیلم کن ۱۹۸۶ شد.
در سال ۱۹۸۷ این فیلم نامزد دریافت جایزه سزار برای بهترین بازیگر نقش مکمل زن دانیل داریو شد.

## یادداشت
- مارشال بیل آندره Téchiné, Manchester University Press, 2007, شابک ‎۰-۷۱۹۰-۵۸۳۱-۷